# 社稷巨星介
社稷巨星介（学名：Macrocypris shechiia）为巨星介科巨星介屬下的一个种。